# François-Philibert Dessaignes
Pour les articles homonymes, voir Dessaignes.
François-Philibert Dessaignes (Vendôme, 16 mars 1805 - Champigny-en-Beauce, 26 octobre 1897), est un homme politique, agronome et philanthrope français.

## Biographie
Fils de Jean-Philibert Dessaignes (1762-1832), et frère de Victor Dessaignes, il suit des études de droit et devient notaire à Paris, du 25 avril 1832 au 15 mai 1850.

### L'homme politique
François Philibert Dessaignes rachète à la mort de son père (qui avait dirigé le collège de Vendôme où Balzac avait été pensionnaire), une ferme située à Champigny-en-Beauce au nord de Blois. Il se consacre à la politique et à l'amélioration de l'agriculture.
Il est député de Loir-et-Cher du 1er août 1846 au 28 février 1848 et du 10 novembre 1867 au 4 septembre 1870.
Retiré sur ses terres de Champigny, village dont il fut maire de 1857 à sa mort, en 1897 (avec une courte éclipse entre 1870 et 1878), François Philibert Dessaignes s'intéresse à l'agronomie, à l'hygiène, aux conditions de vie des paysans.
En 1873, il devient membre de la Société des agriculteurs de France. Se montrant très engagé dans l'organisation et fort de son savoir juridique, il est nommé vice-président de la section d'économie et législation rurales en 1876.

### Le philanthrope
C'est surtout l'action philanthropique de François Philibert Dessaignes en Loir-et-Cher qui retient l'attention : pendant ces décennies passées à la tête de la commune, il consacre toute son énergie et une bonne partie de sa fortune à remodeler et moderniser la commune avec le souci de rendre la vie plus facile aux plus faibles et aux plus démunis. Il crée en 1865 un hospice de vieillards ; il œuvre, avant Jules Ferry, au développement d'un enseignement gratuit pour tous, et commence à réaliser à Champigny, sur le modèle des cités industrielles du nord de la France, une Cité agricole idéale dont il reste des traces importantes : environ un quart du village actuel a été créé à l'initiative de Dessaignes. En 1889, la cité de maisons ouvrières de Champigny-en-Beauce est récompensée lors de l'Exposition universelle de Paris (section économie sociale) par une médaille d'or.
Dessaignes fit un très important legs — 1 118 000 francs — au département, à charge pour celui-ci « d'édifier dans les dépendances de son établissement d'aliénés un corps de logis et dépendances destiné à recevoir gratuitement ou moyennant pension, les épileptiques et idiots » domiciliés en Loir-et-Cher, qui fut ainsi le premier département à offrir à ces malades une assistance adaptée à leur état. L'hospice Dessaignes, quartier annexe de l'asile de Blois, fut inauguré le 5 février 1911.
Un petit musée lui est consacré à Champigny, où l'école porte son nom, ainsi que la place du village. Une rue et un lycée Dessaignes existent à Blois, en bordure et à l'emplacement de l'ancien hospice qui portait son nom.